# Georg Fresenius
Johann Baptist Georg Wolfgang Fresenius (25 septembre 1808 – 1er décembre 1866) est un médecin et botaniste allemand, connu pour ses travaux dans le domaine de la phycologie. Il est originaire de Francfort-sur-le-Main . 

## Biographie
Il étudie la médecine aux universités de Heidelberg, Wurtzbourg et Giessen, où il obtient son doctorat en 1829. Il s’installe par la suite à Francfort-sur-le-Main, où il a travaillé comme médecin généraliste tout en s’intéressant activement à la botanique. 
À partir de 1831, Fresenius est conservateur de l'herbier Senckenberg et professeur à l'Institut de recherche Senckenberg (Forschungsinstitut Senckenberg). Avec son élève Anton de Bary (1831–1888), il mène des enquêtes microscopiques sur les algues et les champignons. Il meurt à Francfort le 1er décembre 1866 à l'âge de 58 ans. 
Le genre Fresenia de la famille des Asteraceae porte son nom.